# آپافانت
آپافانت (انگلیسی: Apafant) دارویی است که به عنوان یک مهارکننده قوی و انتخابی فاکتور فعال کننده پلاکت میانجی فسفولیپید (PAF) عمل می کند. این دارو با اصلاح ساختاری داروی آرامبخش تینوتریازولودیازپین بروتیزولام ایجاد شد و نشان داد که اقدامات مهاری PAF را می توان از فعالیت در گیرنده بنزودیازپین جدا کرد. آپافانت برای چندین کاربرد شامل پاسخ های التهابی مانند آسم و ملتحمه مورد بررسی قرار گرفت، اما هرگز برای استفاده پزشکی مورد استفاده قرار نگرفت، با این حال همچنان در پژوهش های فارماکولوژی استفاده می شود.